# ۶۳۱ (خورشیدی)
۶۳۱ ششصد و سی و یکمین سال هجری خورشیدی است.

## زادگان
فردوسی